# Црква Светог Николаја Мирликијског у Тогочевцу
Црква Светог Николаја Мирликијског у Тогочевцу саграђена је на старом црквишту из непознатог периода 1924. године. Једна је од цркава Бошњачке парохије која је у саставу Јабланичког намесништва и Нишке епархије Српске православне цркве. Црква је посвећена Светом Николи архиепископу Мире Ликијске, рођеном у граду Патара у области Ликија у Малој Азији, на прибријежију Средоземног мора, од родитеља Теофана и Ноне, у време римског цара Валеријана. На дан смрти Светог Николе црква у Тогочевцу слави славу 19. децембра, по новом, или 6. децембра, по старом календару.

## Положај
Црква преноса моштију Светог Николаја архиепископа Мире Ликијске налази се у селу Тогочевце у општини Лебане у Јабланичком округу, у близини насеља Бошњаце.
Географски положај
- Северна географска ширина: 42° 56′ 22"
- Источна географска дужина: 21° 51′11"
- Надморска висина: 346 m

## Историја
Посебним залагањем тадашњег кмета Маринка Стојановића, донацијом мештана села Тогочевце у данашњој црквеној порти 1924. године, саграђена је црква, на темељима старије цркве за коју се не зна када је била порушена. Ова мала црквица је у грађевинском погледу била класичан пример кованице. У црквеном дворишту након изградње цркве је ископан бунар и засад ораха. Кроз бурну историју овог краја, ова мала богомоља је одувек припадала парохији бошњачкој у којој се налази много познатија светиња из 14.века главна црква Свете Мученице Параскеве у Бошњацу, у којој су службовали свештеници из породице Поповић. 
Пре подизања цркве на темељима старе цркве, по причама старијих људи, на једном већем камену верници су у дане празника у народу познат као "Горешњак - 26.јула" редовно палили свеће.
Црква је била првобитно посвећена светом Архангелу Гаврилу када се у селу увек одржавао изузетно посећен сабор. Црква је била саграђена од слабог материјала и дотрајала, да би благословом Епископа нишког господина Иринеја 1997. године, била започета градња нове веће цркве. Донацијом мештана постављени су темељи и набављена је извесна количина зидарске цигле. Општа ситуација у друштву и економска криза условили су да изградња нове цркве застане. Ипак, у помоћ је притекао господин Јовица Павловић, који је помогао да се храм заврши, али је нови храм посвећен Светом Николи, што је код самих мештана изазвало извесно негодовање због промене назива цркве. 

Ипак овај храм је коначно завршен и освећен 2009. године, а на порталу изнад улазних врата је записано: 
„У време Његовог Преосвештенства владике нишког г. Иринеја Гавриловића, у знак захвалности родитељима Велимиру и Радмили Павловић, храм подиже ктитор Јовица Павловић, лета Господњег 2009.